# Власово (сельское поселение Борисовское)
Власово — деревня в Можайском районе Московской области, в составе Сельского поселения Борисовское. Численность постоянного населения по Всероссийской переписи 2010 года — 24 человека. До 2006 года Власово входило в состав Борисовского сельского округа.
Деревня расположена в южной части района, примерно в 11 км к югу от Можайска, на правом берегу реки Протвы, высота центра над уровнем моря 184 м. Ближайшие населённые пункты — Старое Село на противоположном берегу реки и Андреевское на юг.